# Gynopterus perrieri
Gynopterus perrieri là một loài bọ cánh cứng trong họ Ptinidae. Loài này được Fairmaire miêu tả khoa học năm 1899.